# Бистра (Трговиште)
Село Бистра се налази у општини Трговиште у Бугарској. Према подацима од 21.07.2005. године има 216 становника, који су махом етнички Бугари.